# Stockholms stads sparbank

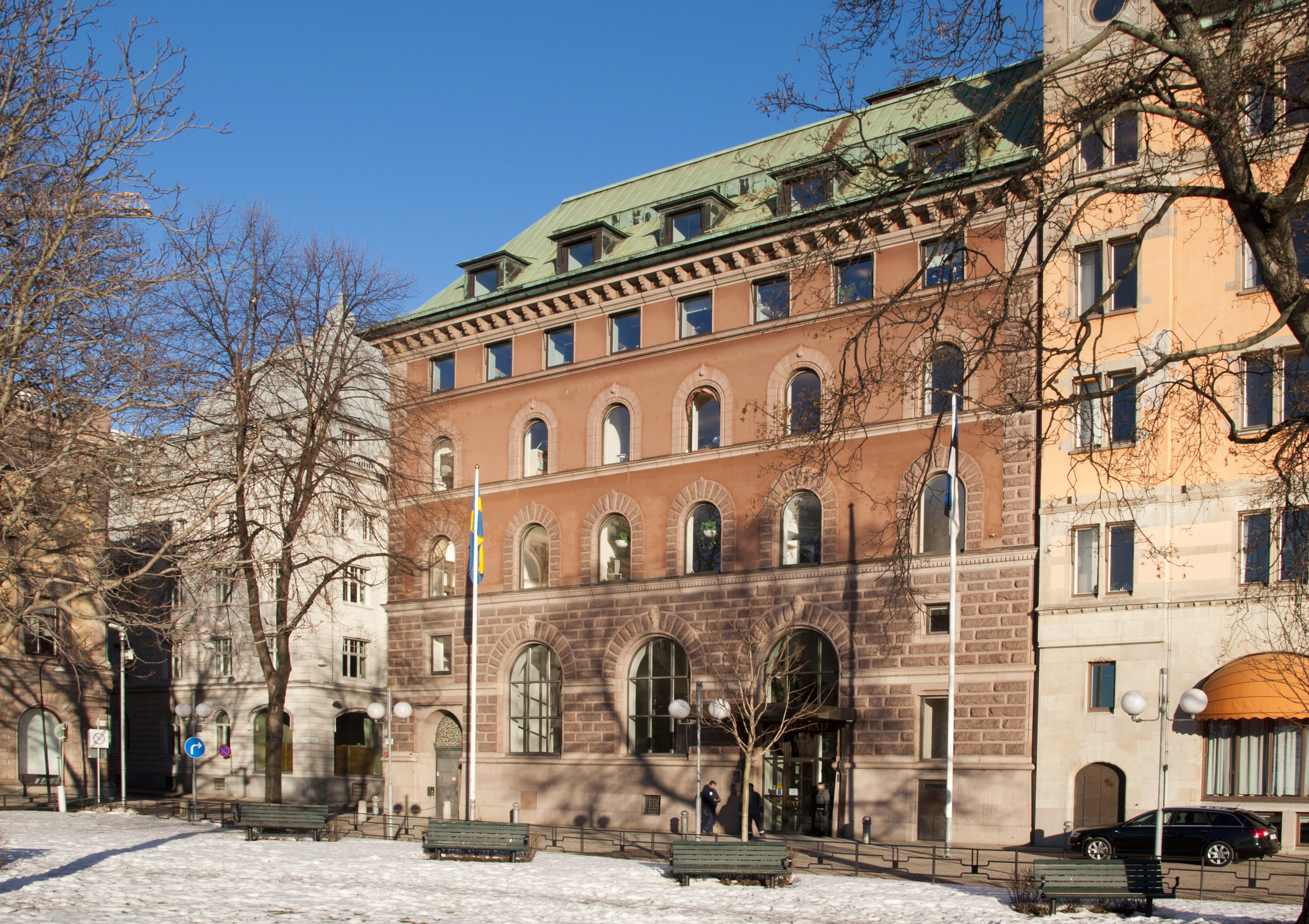
Det tidigare sparbankshuset i kvarteret Rosenbad

Stockholms stads Sparbank grundades 1821 som den andra sparbanken i Sverige. Året innan hade Göteborgs Sparbank grundats som den första i landet. Carl af Forsell var initiativtagare och i ansökan betonades det sociala intresset att hjälpa mindre bemedlade människor. Målgruppen var bland annat hantverkare, arbetare, tjänstemän. Vid fusionen med Länssparbanken Stockholm 1979 bildades Sparbanken Stockholm.

## Bankens huvudkontor
Bankens lokaler låg till en början i Rådhuset vid Riddarhustorget,  där staden sponsrade banken med hyresfria lokaler fram till 1839. Mellan åren 1862-1867 hyrde man tio rum i det Petersenska huset vid Munkbron. 1866 köpte man ett äldre hus på Storkyrkobrinken 5 vilket man under nästkommande år enligt Johan Fredrik Åboms ritningar byggde om i nyrenässans (fasaden har senare förändrats), med butiker i bottenvåningen och banklokaler på mellanvåningarna.
1894-97 uppförde man det egna bankpalatset Fredsgatan 9 i kvarteret Rosenbad. 1971 påbörjade banken byggandet av ett nytt huvudkontor på Hamngatan 31 - Sparbankshuset -  vilket stod färdigt fyra år senare.